# Euploea sulaensis
Euploea sulaensis är en fjärilsart som beskrevs av James John Joicey och Talbot 1922. Euploea sulaensis ingår i släktet Euploea och familjen praktfjärilar. Inga underarter finns listade i Catalogue of Life.